# 高麗顯宗
高麗显宗（：／ Goryeo Hyeonjong；992年—1031年），姓王，諱询（：／ Wang Sun），字安世，高麗國的第八任君主，1010年─1031年在位。
顯宗的父親是高麗安宗王郁，母親為孝肅王后（獻貞王后）皇甫氏，與穆宗母千秋太后是親姐妹，因此前王穆宗是他的堂姪兼表兄。初封「大良院君」，12歲時，由於「千秋太后忌之，逼令祝髮」。初時被送往崇教寺，穆宗九年移往三角山神穴寺。由於「太后屢遣人謀害」，所以寺人把他藏在地穴內。18歲時因康肇立發動康肇政變而繼承王位，死後廟號顯宗，諡號大孝德威达思元文大王，葬於宣陵。

## 家庭

### 后妃
| 稱號     | 姓氏   | 本貫     | 父母                    | 備註                                               |
| -------- | ------ | -------- | ----------------------- | -------------------------------------------------- |
| 元貞王后 | 金氏   |          | 高麗成宗 文和王后金氏   | 顯宗元配，稱玄德王后。                             |
| 元和王后 | 崔氏   |          | 高麗成宗 延昌宮夫人崔氏 | 恒春殿王妃，後改常春殿。                           |
| 元成王后 | 金氏   | 安山     | 金殷傅 安山郡大夫人李氏 | 延慶院主→延慶宮主→王妃                             |
| 元惠王后 | 金氏   | 安山     | 金殷傅 安山郡大夫人李氏 | 安福宮主→延德宮主→（追贈）王妃                     |
| 元容王后 | 柳氏   |          | 敬章太子                | 成宗侄女。高麗顯宗四年（1013年）五月，納爲妃。     |
| 元穆王后 | 徐氏   | 利川     | 徐訥 利川郡大夫人崔氏   | 顯宗十三年八月為淑妃，稱興盛宮主。                 |
| 元平王后 | 金氏   | 安山     | 金殷傅                  |                                                    |
| 元順王后 | 金氏   | （不詳） | 金因渭                  | 初稱景興院主，顯宗十五年（1024年）正月，冊爲王后。 |
| 元質貴妃 | 王氏   | 淸州     | 王可道                  | 與德宗的敬穆賢妃是姊妹。                           |
| 貴妃     | 庾氏   | （不詳） | （不詳）                | 初爲宮人，顯宗十六年，封貴妃。                     |
| 宮人     | 韓萱英 | 楊州     | 韓藺卿                  |                                                    |
| 宮人     | 李氏   |          | 李彦述                  |                                                    |
| 宮人     | 朴氏   | 全州     | 朴溫其                  |                                                    |

### 子女

#### 子
| 稱號          | 生卒年     | 生母         | 配偶                                   | 備註                                                                                 |
| ------------- | ---------- | ------------ | -------------------------------------- | ------------------------------------------------------------------------------------ |
| 高麗德宗 王钦 | 1016－1034 | 元成太后金氏 | 敬成王后金氏 孝思王后金氏              | 字元良，顯宗七年五月乙巳生，十一年封延慶君，十三年立爲太子。                         |
| 王子 王秀     | 1016－？   |              |                                        | 顯宗七年六月庚辰生於恒春殿，早卒。                                                   |
| 高麗靖宗 王亨 | 1018－1046 | 元成太后金氏 | 容信王后韓氏 容懿王后韓氏 容穆王后李氏 | 字申照，顯宗九年七月戊寅生於延慶院，五歲封內史令平壤君。                             |
| 高麗文宗 王徽 | 1019－1083 | 元惠王后金氏 | 仁平王后金氏 仁睿太后李氏              | 字燭幽，初名緖。顯宗十年十二月癸未生於安福宮，十三年封樂浪君，靖宗三年，冊爲內史令。 |
| 靖簡王 王基   | 1021－1069 | 元惠王后金氏 |                                        | 顯宗十二年八月戊辰生於延德宮，本為平壤公。順宗貞懿王后王氏之父。                     |
| 檢校太師 王忠 |            | 宮人韓氏     | 公主                                   |                                                                                      |

#### 女
| 稱號         | 生卒年   | 生母           | 配偶           | 備註                                                                           |
| ------------ | -------- | -------------- | -------------- | ------------------------------------------------------------------------------ |
| 孝靖公主     | ？－1030 | 元和王后崔氏   | 遼國陳彰       | 高麗成宗的外孫女，初封積慶公主，高麗顯宗二十一年卒，諡孝靖公主，又名孝靜公主。 |
| 天壽殿主     |          | 元和王后崔氏   | ？             | 亦為高麗成宗的外孫女。                                                         |
| 仁平王后金氏 |          | 元成王太后金氏 | 高麗文宗王徽   |                                                                                |
| 景肅公主     |          | 元成王太后金氏 | ？             |                                                                                |
| 孝思王后金氏 |          | 元惠王后金氏   | 高丽德宗王钦   |                                                                                |
| 孝敬公主     |          | 元平王后金氏   | ？             |                                                                                |
| 敬成王后金氏 | ？－1086 | 元順淑妃金氏   | 高丽德宗王钦   |                                                                                |
| 王阿志       |          | 宮人朴氏       | 檢校少監井民相 | 封號不詳。                                                                     |

## 大事表
（日期皆为农历）
- 994年  和睦契丹（遼）。高麗奉契丹的正朔。
- 1009年 康兆政變 武官康兆謀叛。显宗登基，放宫女，放珍禽异兽，5月纳金氏为妃，6月东北蝗灾，7月赐80岁以上老人酒食布茶药。
- 1010年 1月，废上元道场。5月诱杀女真人。11月第2次契丹（遼）侵入 。高麗放棄開京。康兆為契丹所殺。
- 1011年 講和。8月修松岳城、西京（平壤），东女真百余人寇庆州（今庆州市）。
- 1012年 2月减少国王伙食费。3月庚午庆州地震。4月辽国皇帝要求朝见他，6月以病拒绝。5月东女真寇清河被击退。6月旱灾，下诏赦免轻罪囚犯。8月日食。12月庆州地震。
- 1013年1月庆州地震，3月金州地震。5月，契丹要求收回6城，联合女真来攻，被金承渭击败。6月松岳崩。10月修功臣堂，11月金州地震，12月月蚀，金州庆州地震。
- 1014年1月2月彗星出现。2月到新王宫。给70岁以上老人官衔。8月庆州地震。10月辽国萧敌烈来犯，被击败。11月军乱。又谣言和尚造反，戒严。
- 1015年1月契丹屯兵鸭绿江，3月进犯高丽，围兴化镇，侵通州，龙州，女真侵狗头浦。5月流星雨。9月契丹又侵。11月庆州地震。这年宣化、定远被辽占，高丽派民官侍郎郭元到宋朝求救。
- 1016年 1月契丹耶律世良萧屈烈侵郭州。5月龟州军橘仙永梦谋反，斩之。9月蝗旱，宫中禁饮酒作乐。这年高麗奉宋的正朔。從屬於北宋。
- 1017年8月契丹萧合卓围兴化镇九日不克。
- 1019年 第3次契丹（遼）侵入。 4月查获海盗8名，掠日本人259名，遣散回国。
- 1020年 講和。6月西北蝗灾。年底涟州地震。
- 1021年7月日食。
- 1022年 高麗奉遼的正朔。從屬於遼。
- 1025年4月岭南道地震。7月庆尚道地震。
- 1028年5月，女真海盗犯平海郡，尽杀之。8月西北蝗灾。
- 1029年闰2月，击败女真海盗船30余。5月乙丑东女真400多人寇洞山县。
- 1030年2月洞山县地震。12月瘟疫。

## 《高丽大藏经》
宋朝版本的《大藏经》传入高丽后，促进了高丽佛教文化的发展。在高麗顯宗时，开始雕印《高丽大藏经》，至宋仁宗赵祯天圣七年(1029年)完成，其内容主要根据宋朝《开宝藏》复刻。